# 韦兹龙斯-屈尔坦
韦兹龙斯-屈尔坦（法語：Vézeronce-Curtin，法語發音：[vezʁɔ̃s kyʁtɛ̃]）是法国伊泽尔省的一个市镇，属于拉图尔迪潘区。该市镇于1972年由原市镇韦兹龙斯（Vézeronce）和屈尔坦（Curtin）合并而成。

## 历史
524年6月25日，韦兹龙斯之战在此发生，该场战役是克洛维一世次子克洛多米尔及其兄弟率领法兰克人与勃艮第人之间发生的战役，克洛多米尔死于该役，勃艮第方取胜，但十年之后（534年）勃艮第最终为法兰克人所吞并。1870在该战役的遗址发现一顶拜占庭式头盔，被认为属于一位法兰克人酋长，现为该市市徽。

## 地理
韦兹龙斯-屈尔坦（45°39'2"N, 5°28'14"E）面积14.37 平方千米，位于法国奥弗涅-罗讷-阿尔卑斯大区伊泽尔省，该省份为法国东南部内陆省份，北起顺时针与安省、萨瓦省、上阿尔卑斯省、德龙省、阿尔代什省、卢瓦尔省和罗讷省。
与韦兹龙斯-屈尔坦接壤的市镇（或旧市镇、城区）包括：莫雷斯泰勒、勒布沙日、多洛米约、圣索尔兰-德莫雷斯泰勒、塞尔梅里约、瓦斯兰、维尼约、莱萨沃尼耶尔-韦兰-蒂埃兰。
韦兹龙斯-屈尔坦的时区为UTC+01:00、UTC+02:00（夏令时）。

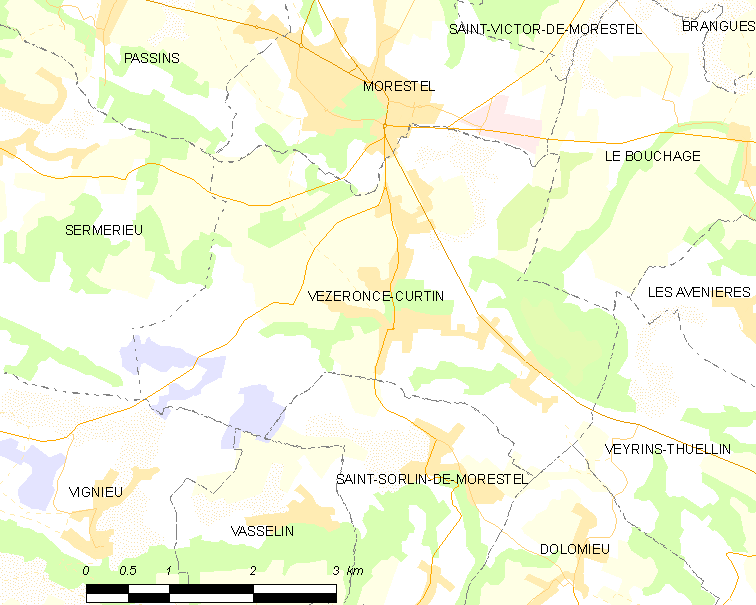
韦兹龙斯-屈尔坦的OSM定位图

## 行政
韦兹龙斯-屈尔坦的邮政编码为38510，INSEE市镇编码为38543。

## 政治
韦兹龙斯-屈尔坦所属的省级选区为莫雷斯泰勒县。

## 人口

1962-2008年间韦兹龙斯-屈尔坦人口变化图示

韦兹龙斯-屈尔坦于2022年1月1日时的人口数量为2217人。